# Мария Мангупская
Мария Мангупская (? — 19 декабря 1477 г.) — жена господаря Молдовы Штефана III Великого, происходила из рода мангупских князей Феодоро. Дочь князя Феодоро Олубея. Состояла в родстве с константинопольскими Палеологами и болгарскими Асенями.
4 сентября 1472 года Мария прибыла в Молдавию, где 14 сентября того же года обвенчалсь с господарем Штефаном III Великим. В стратегическом отношении этот брак был очень важен. 
Штефан вполне осознанно готовился к борьбе за византийский престол. Брак с Марией усилил его политические позиции в глазах европейского сообщества.  Но турецкий султан Мехмет II Фатих, захвативший Константинополь и Трапезунд, уже принял титул Кайсар-и Рум, дословно «Цезарь Рима» и не нуждался в конкурентах, готовых возглавить новый крестовый поход.
В браке со Штефаном в 1473 году Мария родила двух близнецов - Богдана и Ильяша. Однако жизни их были очень коротки. Ильяш умер в том же году, что и родился, а Богдан скончался в 1479 году, прожив всего шесть лет.
В 1475 году после осады турецкими войсками пал Мангуп, а после казни в 1476 году её брата Александра и родная династия Марии.
Мария Мангупская скончалась в  1477 году в возрасте 27 лет. Важнейшим источником для исследования вопроса о происхождения Мангупской династии является погребальная пелена Марии, хранящаяся в монастыре Путна (Румыния).  Изображенные на ней гербы и монограммы Палеологов (двуглавый орел) и болгарских Асеней (лев) указывают на родственные отношения мангупских династов с этими знатнейшими фамилиями Империи. Никаких намеков на иные родственные связи эта реликвия не содержит.
На покрывале расположена надпись: «…Се есть покров гроба рабы Божии благочестивой и христолюбивой госпожи Ио Стефана воеводы господаря Земли Молдавской Марии иже и преставилась к вечной обители в году 6985 (1477), месяца декабря 19-го, в пятом часу дня».
Незадолго до своей кончины Мария Мангупская пожертвовала афонскому монастырю Григориату икону Пресвятой Богородицы с надписью: «Молитва благочестивой госпожи Марии Асен Палеолог, госпожи Молдовлахии».

## Киновоплощения
- «Стефан Великий — Васлуй 1475» (Румыния, 1975) — Виолета Андрей.